# Anna Sallés i Bonastre
Anna Sallés i Bonastre (Labruguière, Francia, 1940) es una historiadora española y profesora emérita de la Universidad Autónoma de Barcelona.

## Primeros años: el exilio
Hija de Joan Sallés, un militante del PSUC durante la Guerra Civil que combatió en el Frente de Aragón y la Batalla del Ebro y que fue deportado al Campo de Argelès durante seis meses. Anna nació en el exilio, en Labruguière, desde donde su madre pudo reclamar a su padre. Este se encontraba relacionado con el movimiento de los maquis para los que trabajaba de forma clandestina. Gracias al aviso de un gendarme del pueblo, supo que los alemanes lo detendrían por lo cual regresó a Cataluña y fue encarcelado durante varios meses en la Cárcel Modelo de Barcelona. A finales de 1943, la madre de Anna regresó a Barcelona con sus dos hijas, la más pequeña de las cuales apenas tenía seis meses.

## Formación académica y activismo político
La familia se instaló por un período de dos años en La Garriga hasta su traslado a Barcelona, a la calle de Salvà de Pueblo Seco. A sus nueve años, los padres, por aprecio de la cultura francesa, la matricularon en el Liceo francés. Más tarde, en 1966, se licenció en filosofía y letras, especialidad en historia, por la Universidad de Barcelona y en 1981 se doctoró por la Universidad Autónoma de Barcelona en la que ejerció, desde 1971, profesora de historia contemporánea.
Activismo y prisión
En 1962, se incubaba el movimiento que años más tarde, en 1966, se plasmaría en el Sindicato Democrático de Estudiantes. La Huelga minera de Asturias de aquel año animó a muchos jóvenes a hacer actos de solidaridad con los huelguistas. El 11 de mayo, Anna fue detenida junto a otros de su grupo como Manuel Vázquez Montalbán, Salvador Clotas y Martí Capdevila. La juzgaron en un consejo de guerra sumarísimo, dado que aún no existía el Tribunal de Orden Público, que de otra manera la hubieran juzgado por lo civil. En ese momento, todo acto contra el franquismo era delito de fuero militar. Fue condenada por rebelión militar por equiparación, dado que no era militar, a seis meses y un día. El día era para que ingresara en prisión, si hubieran sido sólo seis meses no habría entrado.

## Obra
Sus investigaciones se han centrado en el periodo de la República y de la Guerra civil, aunque también se ha interesado por la Revolución Rusa.

### Tesis doctoral
- 1981 - La Formació de l'Esquerra Republicana de Catalunya i pla lluita per l'autonomia. (Dirigida por Josep Termes i Ardèvol).
  - 1986 - Quan Catalunya era d'Esquerra. Libro fruto de su tesis doctoral donde se analizan los orígenes del partido ERC y se descubren las claves de por qué una formación política apenas nacida se convirtió en el eje político de la Cataluña autónoma republicana.

### Síntesis y obras de divulgación
- Rovira i Virgili, A., Sallés, A., & Barcelona. Diputació. (1983). Resum d'història del catalanisme / Antoni Rovira i Virgili ; edición a cargo de Anna Sallés (2a ed.). Barcelona: La Magrana :Diputació de Barcelona.
- Sallés, A, La República i la Guerra Civil, en Conèixer la Història de Catalunya, vol. 5, Vicens Vives, Barcelona, 1985.

- Sallés, A. De la monarquía a la República 1930-1931, en Història Salvat de Catalunya (dir. J. Salvat). Salvat: Barcelona, 1978.

## Pensamiento político
Militó en el Partido Socialista Unificado de Cataluña hasta el 1968. Durante muchos años, ha simpatizado con Iniciativa por Cataluña Verdes - Izquierda Unida y actualmente se confiesa independentista.